# Македоний II
Македоний II (греч. Μακεδόνιος Β΄; ум. в 516 году) — Патриарх Константинопольский в 496—511 годах. Святой Православной церкви, почитается в лике святителя, память совершается 25 апреля (по юлианскому календарю).
Он был изгнан в Пафлагонию за противодействие ереси Евтихия императором Анастасием I (491—518) и скончался там в 516 году. Тело его было погребено в Константинополе в церкви святого Каллиника.